# Bero (motorfiets)
Bero is een Duits historisch merk van motorfietsen.
De bedrijfsnaam was: Fahrradwerk Schaumburg, Bückeburg.
Bero was een van de honderden kleine Duitse merken die in de jaren twintig binnen enkele jaren ontstonden en ook weer verdwenen. Bero begon in 1924 met de productie van lichte, goedkope motorfietsjes. Om ontwikkelingskosten te besparen kocht de fietsfabriek "Fahrradwerk Schaumburg" inbouwmotoren bij DKW, in dit geval 145cc-tweetaktmotortjes. Die werden in eigen frames gemonteerd. Deze manier van produceren werd door bijna al deze kleine merken toegepast en ze bestreken dan ook allemaal hetzelfde deel van de markt. Deze grote concurrentie zorgde ervoor dat men in de meeste gevallen beperkt was tot klanten in de eigen regio en dat grote productieaantallen niet gehaald konden worden. Toen in 1925 ruim 150 kleine Duitse motorfietsmerkjes van de markt verdwenen was Bero daar ook bij.